# Campylotropis stenocarpa
Campylotropis stenocarpa là một loài thực vật có hoa trong họ Đậu. Loài này được (Klotzsch) Schindl. miêu tả khoa học đầu tiên.